# Юзвяк, Францишек
Францишек Юзвяк (пол. Franciszek Jóźwiak; 20 октября 1895, Хута — 23 октября 1966, Варшава) — польский генерал и коммунистический политик, видный государственный деятель ПНР. Участник борьбы за независимость Польши, Первой мировой войны, коммунистического подполья и антинацистского сопротивления. Начальник штаба Гвардии Людовой и Армии Людовой. Первый главный комендант гражданской милиции ПНР. В 1948—1956 – член Политбюро ЦК ПОРП, в 1955–1956 – заместитель председателя Совета министров ПНР. Принадлежал к ортодоксально-сталинистскому крылу ПОРП.

## Начальная биография
Родился в бедной крестьянской семье из Люблинской губернии Царства Польского. Был старшим из восьми детей. Получил начальное образование. С двенадцати лет работал в деревне. В 1912 году вступил в Польскую социалистическую партию.
Когда началась Первая мировая война, был мобилизован в армию Российской империи. Однако уже в 1914 перешёл на сторону Австро-Венгрии и присоединился к Польским легионам. В июле 1917 последовал призыву Юзефа Пилсудского и отказался приносить присягу кайзеру Германской империи. До конца войны был интернирован в Щипёрно (концентрационный лагерь).
Освободившись, поступил на службу в армию независимой Польши. Служил в унтер-офицерском звании капрала.

## Подпольщик
В 1919 году участвовал в создании Люблинского Совета рабочих депутатов. В 1921 вступил в Коммунистическую рабочую партию Польши (с 1925 – Коммунистическая партия Польши, КПП). Организовывал подпольные комитеты КПП.
Компартия поддерживала Советскую Россию в войне 1920, считалась в Польше антинациональной организацией и действовала в подполье. Ф. Юзвяк несколько раз арестовывался за нелегальную коммунистическую деятельность. В общей сложности за период 1921–1939 он провёл в тюрьмах около двенадцати лет. (Пребывание в заключении в 1937–1938 уберегло его от советских репрессий при ликвидации КПП.)
В 1928—1929 проходил обучение на курсах НКВД СССР. В 1931 руководил военным отделом ЦК КПП. Специализировался на командовании партийными вооружёнными формированиями.

## Партизан
Начало Второй мировой войны встретил в тюрьме, отбывая очередной срок. Был освобождён вместе с другими заключёнными. Перебрался на территорию, присоединённую к СССР. После нападения Германии на Советский Союз был включён в советскую партизанскую диверсионную группу для заброски в немецкий тыл.
В 1942 нелегально заброшен на территорию Польши и вошёл в руководство Польской рабочей партии (ППР, партия польских коммунистов, созданная вместо КПП). Был секретарём ЦК ППР, курировал в партии силовые структуры. С августа 1942 года – начальник штаба Гвардии Людовой, с января 1944 – начальник штаба Армии Людовой. Играл видную роль в коммунистической части польского Сопротивления. Носил партизанский псевдоним Witold.

## Партийно-государственный деятель
В 1944 году в звании генерала дивизии был назначен первым главным комендантом гражданской милиции, созданной новыми коммунистическими властями. Занимал этот пост до 1949. По должности являлся заместителем министра общественной безопасности Станислава Радкевича. Был членом Крайовой Рады Народовой. Состоял в Государственной комиссии безопасности.
Под командованием генерала Юзвяка гражданская милиция являлась инструментом политики правящей ППР — борьбы с вооружённой оппозицией, силового политического контроля, принудительного изъятия продукции у крестьянских хозяйств. Во главе правоохранительного органа исходил из партийных, а не профессиональных критериев. В частности, он не поощрял зачисление в милицию лиц с высшим образованием, опасаясь, что они не будут выполнять приказы начальников, которые (подобно ему самому) высшего образования не имеют.
При создании правящей компартии ПОРП в 1948 был кооптирован в Политбюро ЦК партии. Возглавлял Центральную комиссию партийного контроля. Занимал посты председателя Верховной контрольной палаты (1949—1952) и министра государственного контроля (1952—1955). В 1949—1952 — член Госсовета ПНР. Являлся депутатом сейма от ПОРП. Кроме того, являлся первым председателем Союза борцов за свободу и демократию (занимал этот пост на протяжении пятнадцати лет).
16 апреля 1955 был назначен заместителем председателя Совета министров ПНР Юзефа Циранкевича.
Во внутрипартийных раскладах ориентировался на Болеслава Берута и Якуба Бермана. Идеологически и политически придерживался жёсткого сталинистского курса, активно участвовал в политических репрессиях и партийных чистках.

## В отставке
Польская десталинизация 1956 года резко подорвала его политические позиции. 24 октября 1956, в день выступления Владислава Гомулки с программой «оттепели», был снят с поста зампреда правительства и выведен из состава Политбюро.
В последнее десятилетие своей жизни не занимал государственных постов и не пользовался прежним влиянием в партийном руководстве. Возглавлял группировку «натолинцев» – неформальную фракцию ортодоксальных сталинистов ПОРП, протестовавших против даже умеренной либерализации режима.
Скончался через три дня после своего 71-летия. Похоронен на кладбище Воинские Повонзки.

## Память
В ПНР его образ был окружён официальным почётом. Официальная биография Franciszek Jóźwiak — Witold. Życie i działalność (Францишек Юзвяк — Витолд. Жизнь и деятельность), изданная по ведомственным каналам МВД в 1974, носила апологетический характер. В 1979, к 35-летию Гражданской милиции и Службы безопасности, в ПНР была выпущена почтовая марка с изображением Ф. Юзвяка.
Именем Юзвяка были названы милицейская школа в Щитно, 18-я артиллерийская бригада, дислоцированная в Болеславеце, несколько школ в разных городах страны. Эти названия были отменены в 1989—1991, при смене общественно-политического строя Польши.

## Семейные связи
Ф. Юзвяк был дважды женат. В 1940, находясь в СССР, он женился на коммунистической активистке Фриде Шпрингер, с которой расстался после своей переброски в оккупированную Польшу.
С 1942 по 1956 его женой была Хелена Волиньска-Брус, в ПНР – военный прокурор, подполковник юстиции, активная участница репрессий. В 1956, во время десталинизации, она развелась с Юзвяком, восстановив первый брак с экономистом Влодзимежем Брусом. Это вызвало напряжение между ними, отражавшееся на служебных делах. Известно, что Юзвяк добился отмены смертного приговора командиру Армии Крайовой Юлиушу Соболевскому, вынесенного с подачи Волиньски-Брус,исключительно в порядке личной мести ушедшей от него жене. В 1968, во время антисемитской кампании, Хелена Волиньска-Брус эмигрировала в Великобританию.
Его брат Юзеф был бойцом 2-го польского корпуса генерала Андерса, участвовал в битве под Монте-Кассино. Он не скрывал своих антикоммунистических взглядов и резко осуждал брата.

## Сочинения
- Юзьвяк Ф. Польская рабочая партия в борьбе за национальное и социальное освобождение. — М.: Издательство иностранной литературы, 1953. — 256 с.